# Bahnhof Sunagawa
Der Bahnhof Sunagawa (jap. 砂川駅, Sunagawa-eki) ist ein Bahnhof auf der japanischen Insel Hokkaidō. Er befindet sich in der Unterpräfektur Sorachi auf dem Gebiet der Stadt Sunagawa.

## Beschreibung

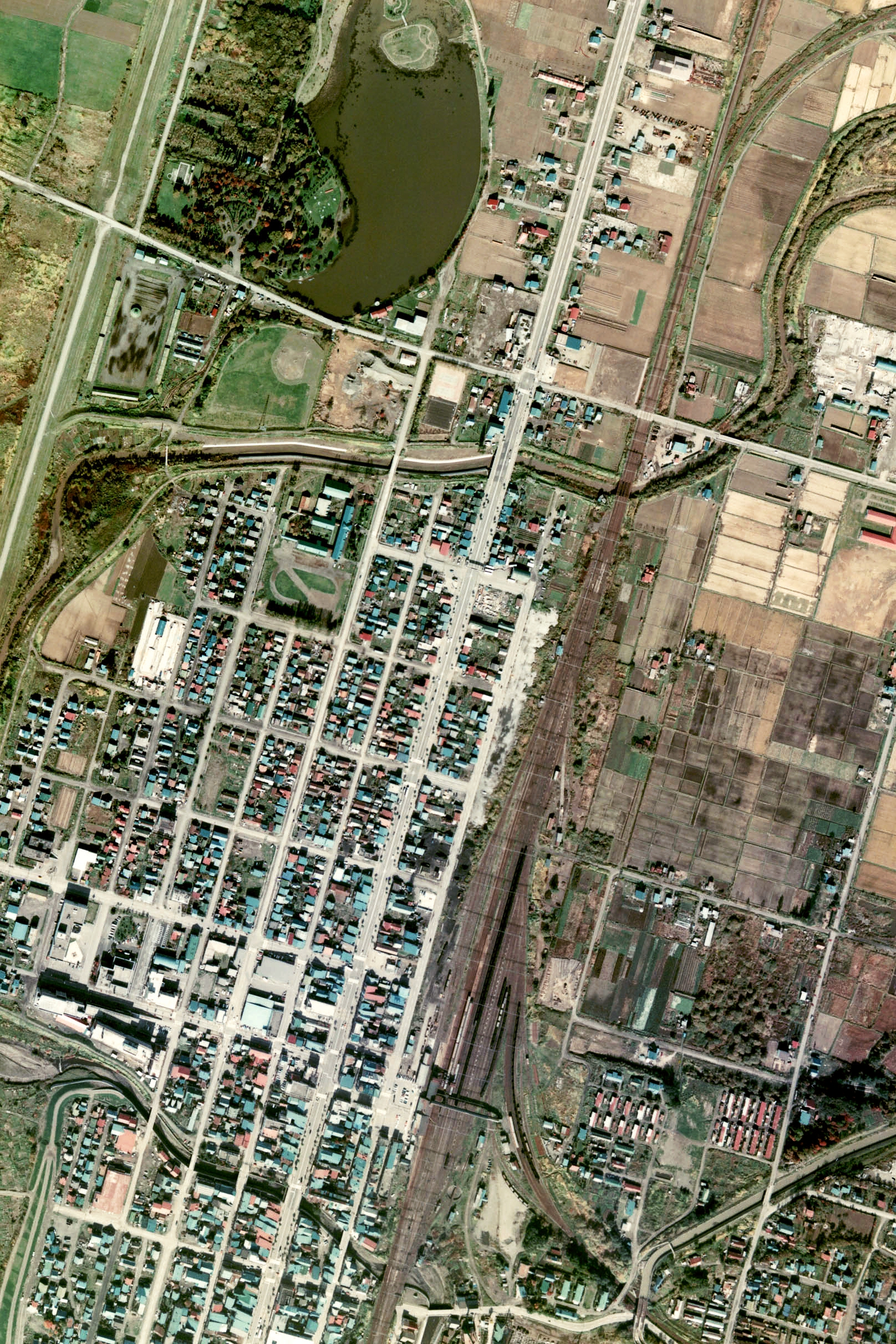
Luftansicht (1976)

Sunagawa ist ein Durchgangsbahnhof und früherer Trennungsbahnhof an der Hakodate-Hauptlinie zwischen Sapporo und Asahikawa, der bedeutendsten Bahnstrecke Hokkaidōs. Der im 30- oder 60-Minuten-Takt verkehrende Schnellzug Super Kamui stellt die rascheste Verbindung mit Sapporo und Asahikawa her. Ergänzt wird dieses Angebot durch die Schnellzüge Super Sōya und Sarobetsu von Sapporo nach Wakkanai sowie den Schnellzug Ochotsk von Sapporo nach Abashiri. Hinzu kommen alle 30 bis 90 Minuten Regionalzüge zwischen Iwamizawa und Takikawa. Busse der Gesellschaft Hokkaidō Chūō Bus halten rund 100 Meter vom bahnhof entfernt an der Hauptstraße.
Der im Stadtzentrum gelegene Bahnhof ist von Süden nach Norden ausgerichtet und besitzt drei Gleise, die alle dem Personenverkehr dienen. Sie liegen am Hausbahnsteig und an einem Mittelbahnsteig, der durch eine gedeckte Überführung mit dem Empfangsgebäude an der Westseite der Anlage verbunden ist. Eine weitere Überführung führt vom Bahnhofsvorplatz über die Gleise zu einem Einkaufszentrum an der Ostseite, ist aber nicht mit dem Mittelbahnsteig verbunden.

## Geschichte

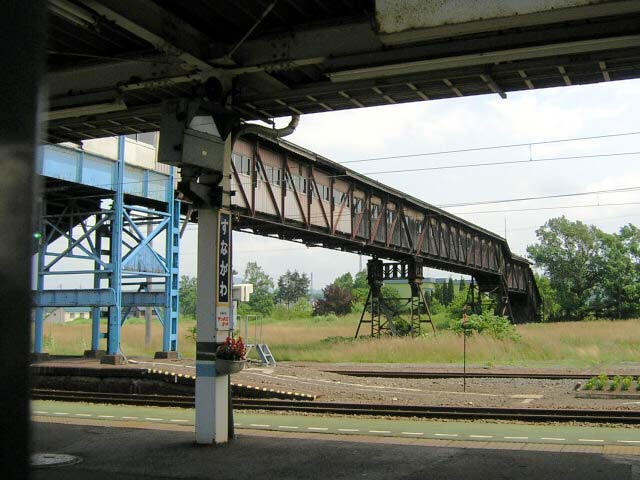
Überführung in Richtung des Kamisunagawa-Zweigbahnsteigs (Juli 2004)

Die Bergbau- und Bahngesellschaft Hokkaidō Tankō Tetsudō eröffnete den Bahnhof am 5. Juli 1891, zusammen mit dem Streckenabschnitt zwischen Iwamizawa und der Sorachi-Brücke südlich von Takikawa. Am selben Tag nahm sie auch die in Sunagawa abzweigende, 14,5 km lange Utashinai-Linie in Betrieb, die mehrere Steinkohlebergwerke östlich der Stadt erschloss. Sieben Jahre später war die durchgehende Verbindung von Sapporo nach Asahikawa fertiggestellt. Nach der Verstaatlichung der Hokkaidō Tankō Tetsudō am 1. Oktober 1906 war das Eisenbahnamt (das spätere Eisenbahnministerium) für die gesamte Hakodate-Hauptlinie und die Utashinai-Linie zuständig.
Am 5. November 1918 eröffnete der Mitsui-Konzern zur Erschließung weiterer Kohlevorkommen eine 7,3 km lange Zweigstrecke nach Kami-Sunagawa. Das Eisenbahnministerium war für die Betriebsführung zuständig und übernahm die Kamisunagawa-Zweiglinie am 1. August 1926 ganz. Sie bot von diesem Tag an auch Personenverkehr an und betrachtete die Zweiglinie als Bestandteil der Hakodate-Hauptlinie. 1954 ersetzte die Japanische Staatsbahn das bisherige Empfangsgebäude durch einen Neubau. Aus Kostengründen stellte sie am 1. Februar 1984 den Güterumschlag ein, am 14. März 1985 auch die Gepäckaufgabe. Im Rahmen der Staatsbahnprivatisierung ging der Bahnhof am 1. April 1987 in den Besitz der neuen Gesellschaft JR Hokkaido über. Diese legte am 25. April 1988 die Utashinai-Linie still und baute 1989 das Empfangsgebäude ein weiteres Mal um. Die Kamisunagawa-Zweiglinie wurde am 16. Mai 1994 ebenfalls stillgelegt; seither führt nur noch die Hakodate-Hauptlinie durch Sunagawa.